# Scheme
Scheme é uma linguagem de programação multiparadigma que suporta programação funcional e procedural. Foi criada por Guy L. Steele e Gerald Jay Sussman no outono de 1975, a partir da linguagem Lisp com o intuito de estudar a teoria dos atores de Carl Hewitt. O modelo de Hewitt era orientado a objeto (e influenciado pelo Smalltalk). Os objetos eram chamados atores e as mensagens eram também atores. Sussman e Steele tiveram algum problema no entender algumas das consequências do modelo a partir dos artigos de Hewitt e decidiram construir uma implementação de brinquedo de uma linguagem de atores visando experimentá-la. Escreveram um pequeno interpretador Lisp e adicionaram os mecanismos necessários para a criação de atores e envio de mensagens. Existem dois padrões que definem a linguagem Scheme: o padrão oficial IEEE e um padrão popular chamado "Revisedn Report on the Algorithmic Language Scheme", abreviado como RnRS, onde n é o número de revisões.
Scheme é uma linguagem multiparadigma baseado no cálculo lambda. Serão apresentadas as características marcantes e alguns exemplos de códigos, ilustrando sua eficiência. É uma das descendentes da linguagem Lisp, compartilhando a maior parte de sua sintaxe, mas fornece regras léxicas ao invés de regras de escopo dinâmico.

## Características
Scheme adota uma filosofia minimalista, assim sendo, provê o mínimo de noções possíveis, e, na prática, qualquer outra noção pode ser adicionada via bibliotecas e, como todos os dialetos do Lisp, possui poucas regras sintáticas comparado à maioria das outras linguagens. Devido à sua sintaxe completamente aninhada, não existem regras de precedência de operadores e sua notação em parênteses é usada para todas as chamadas de função, desta forma não há ambiguidades como as que são encontradas nas linguagens de notação infixa. Porém, em procedimentos que existam muitos fatores a serem abordados, o programa pode ficar visualmente confuso e necessita ser analisado com mais cuidado.
Diferentemente de Common LISP, Scheme é mais simples e fácil de aprender por conter um pequeno grupo de regras e ter a possibilidade de fazer composições dessas regras. Scheme utiliza um sistema de recursão denominado recursão de cauda, que traduz código recursivo em iterativo, otimizando a execução. A linguagem foi inicialmente criada para fins industriais, uma vez que é fácil de aprender e extremamente poderosa.
Exemplos:
```
(5+3)   seria assim:  (+ 5 3)
(5+3)*2 seria assim:  (* (+ 5 3) 2)
(8/2)   seria assim:  (/ 8 2)

```

Exemplo de um procedimento composto:
```
((lambda (x) (+ x x)) (* 3 4))

```

neste caso:
```
3*4 = 12;
x = 12;
x + x = 12 + 12 = 24;

```

## Algumas notações da Linguagem
- . + -: são usados em números e podem ocorrer em qualquer lugar, exceto como primeiro caracter
- (): parenteses são utilizados para agrupar e listas de dados
- ,: sozinho, é utilizado para indicar dados literais
- `: serve para indicar quase todos dados constantes
- ": delimitador de strings
- #t #f: constantes boleanas
- #\: serve para introduzir um caracter constante
- #e #i #o #d #x: utilizados na notação de números

## História
O início da linguagem Scheme se deu entre os anos de 1975 e 1980, quando foi realizada a sua primeira descrição no Laboratório de Inteligência Artificial e Ciência da Computação do MIT, Massachusetts Institute of Technology. 1 Foi criada por Guy Steele e Gerald Sussman a partir da linguagem Lisp com o intuito de estudar a teoria dos atores de Carl Hewitt. 2 Sussman e Steele tiveram alguma dificuldade para entender alguns detalhes do modelo de Hewitt e suas consequências, então decidiram construir uma implementação de brinquedo de uma linguagem de atores visando experimentá-la. Escreveram um pequeno interpretador Lisp e adicionaram os mecanismos necessários para a criação de atores e envio de mensagens, surgindo então a linguagem Scheme, que inicialmente se chamaria Schemer, seguindo a tradição das linguagens Planner e Conniver, mas o sistema operacional usado na época, Incompatible Timesharing System (ITS) que foi desenvolvido principalmente pelo Laboratório de Inteligência Artificial do MIT, tinha uma limitação de seis caracteres para o nome dos arquivos, assim Schemer se tornou Scheme, Planner se tornou PLNR e Conniver se tornou CNVR.
Scheme é uma linguagem de programação multiparadigma que suporta programação funcional e procedural. (Ver seção Paradigma).
Em 1978, foi divulgado o primeiro relatório revisado Scheme 78, descrevendo a evolução da linguagem e posterior implementação a partir do inovador compilador Rabbit, no MIT. Como o Scheme começou a se espalhar, dialetos locais começaram a surgir, havendo divergências de implementação entre um lugar e outro. Para sanar os problemas e padronizar a implementação do Scheme, os cinquenta representantes das maiores implementações do Scheme fizeram uma conferência em outubro de 1984. E em 1985, foi divulgado e disponibilizado o "Revised n Report on the Algorithmic Language Scheme" (RnRS) da conferência citada anteriormente pelo MIT e pela Indiana University.
A linguagem é definida por dois padrões: o padrão oficializado em 1998 pelo Instituto de Engenheiros Elétricos e Eletrônicos (IEEE) 5 e o padrão popular chamado "Revised n Report on the Algorithmic Language Scheme", abreviado como RnRS, onde n é o número de revisões realizadas. 6
Em 1986, houve outra revisão da linguagem, R3RS. Em 1998, foi padronizado o R5RS, que ainda é bastante utilizado, assim como o relatório R4RS, e em 2007, foi realizado o último relatório da linguagem que é o R6RS.
É usada nas disciplinas introdutórias à programação, pois o alto nível de abstração ajuda na compreensão e aprendizado, como por exemplo, já foi trabalhada na disciplina de Introdução à Ciência da Computação (ICC) na Pontifícia Universidade Católica do Rio de Janeiro (PUC-RIO), onde são apresentados os conceitos fundamentais de programação.

## Paradigma
Como citado anteriormente, Scheme é uma linguagem de programação multiparadigma que suporta programação funcional e procedural.
O paradigma funcional é um paradigma de programação que trata a computação como uma avaliação de funções matemáticas, ele evita estados mutáveis e enfatiza a aplicação de funções, em contraste da programação imperativa, que enfatiza mudanças no estado do programa.
O paradigma procedural é um paradigma de programação utilizado muitas vezes como sinônimo de programação imperativa, que especifica os passos que o programa deve seguir para atingir um estado esperado, mas o termo procedural indica que se baseia no conceito de chamadas de procedimentos, também conhecidos como rotinas, sub-rotinas ou funções (diferentes das funções matemáticas). Atenta-se que tais procedimentos são similares à avaliação realizada na programação funcional, sendo um conjunto de passos computacionais a serem executados, podendo ser chamado a qualquer hora durante a execução do programa, através de outros procedimentos e até por si mesmo.

### Características Marcantes
A estrutura da linguagem consiste de um conjunto de definições de função. Não existe uma estrutura imposta sobre o programa e não há nenhuma função principal. Um programa Scheme é executado através da apresentação de uma expressão para avaliação. Funções e expressões são escritas na forma: (nome_da_função argumento). Esta sintaxe é diferente da sintaxe matemática usual em que o nome da função é movido dentro dos parênteses e os argumentos são separados por espaços em vez de vírgulas. 8
A notação da linguagem é bastante homogênea, pois, basicamente, existe uma única regra para escrever qualquer expressão. Os parênteses permitem o aninhamento de expressões, os operadores são pré-fixados, destacando que para a multiplicação utiliza-se o asterisco (*), como: 5+2, em notação matemática é: (+ 5 2) na notação da linguagem; (5-3)x2, em notação matemática é: (*(-5 3) 2) na notação da linguagem. Para as operações de adição,subtração e multiplicação, ao trabalhar com números inteiros, sabe-se que o resultado sempre será outro número inteiro, mas para a operação de divisão, não se pode manter essa relação. Em Scheme, a divisão é representada por: (quotient a b), e a operação de mod é representada por: (remainder a b). 9 No item seguinte, será possível visualizar melhor através dos exemplos. Sobre a sintaxe da linguagem, tudo que é escrito é chamado, genericamente, de expressão S ou apenas expressão. As expressões podem ser classificadas como átomos e listas, sendo que as listas são as estruturas de dados que Scheme utiliza para trabalhar melhor com a criação de dados mais complexos. Por enquanto, átomos podem ser numerais, textos, e símbolos; e uma lista é uma sequência de expressões entre parênteses, separadas por espaços.
Para numerais é preciso utilizar ponto decimal ao invés de vírgula, sendo possível o uso de notação científica para números muito grandes ou muito pequenos. Ao quebrar uma expressão em várias linhas, a quebra de linha é interpretada com espaço, o que é bastante interessante para leitura de expressões mais complexas. Os comentários para Scheme são escritos após um ponto e vírgula, e assim são totalmente ignorados pelo interpretador.
Para cada expressão escrita é associado um valor, geralmente é escrito desta forma para que o interpretador avalie este valor. A cada passo de avaliação, uma parte da expressão é substituída por seu valor, seguindo as regras da linguagem, que precisam ser estudadas de acordo com a expressão a ser escrita.
Para dar nome às coisas, é o utilizado o operador define, que associa a expressão ao valor determinado. O valor definido pode ser usado em qualquer expressão após a execução do define, e assim temos as definições globais. O conjunto de associações de nomes com valores ativos para uma determinada expressão é chamado de ambiente. O operador let permite dar nomes locais a valores, ao contrário do define, os nomes definidos com talo perador são válidos dentro da expressão onde eles são definidos, sem interferir em outras partes do programa. O principal uso do operador let é para simplificar o uso de expressões muito complexas para colocar em evidência sub-expressões comuns.
E para definição de funções, é utilizada a construção do lambda, que atua sobre uma lista com os parâmetros da função e um corpo que calcula o valor da função. Uma vez definida, a função pode ser usada como qualquer outra, basta escrever uma lista com seu nome seguido dos argumentos. Scheme possui tipagem dinâmica, a verificação do tipo do dado é feita em tempo de execução, e é fortemente tipada, pois exige que o tipo do dado de um valor seja do mesmo tipo da variável ao qual este valor será atribuído.

## Exemplos de código em Scheme

### Programa Olá Mundo
```
(
define
 
ola-mundo

  
(
lambda
 
()

    
(
display
 
"Olá, Mundo!"
)

    
(
newline
)))

(
ola-mundo
)

```

ou, simplesmente:
```
(
display
 
"Olá, Mundo!"
)

```

### Condicionais
```
(
if
 
(
teste
)
 
(
consequencia
)
 
(
alternativa
))
 
syntax

(
if
 
(
teste
)
 
(
consequencia
))
 
syntax

```

Syntax: (Teste), (consequencia), e (alternativa) podem ser expressões arbitrárias.
Semantica: uma expressão if é validada da seguinte forma: primeiro (teste) é avaliado, se for verdadeiro, então (consequencia) é avaliado e seu valor é retornado. Caso contrário (alternativa) é avaliado e seu valor é retornado. Se o teste não possui (alternativa) especificado, então o resultado da expressão não é especificado.
```
(
if
 
(
>
 
3
 
2
)
 
'yes
 
'no
)
  
-->
 
yes

(
if
 
(
>
 
2
 
3
)
 
'yes
 
'no
)
  
-->
 
no

(
if
 
(
>
 
3
 
2
)

(
-
 
3
 
2
)

(
+
 
3
 
2
))
 
-->
 
1

```

### Recursividade
Cálculo do fatorial de um número:
```
(
define
 
(
fatorial
 
n
)

  
(
cond
 
((
=
 
n
 
0
)
  
1
)

    
(
else
 
(
*
 
n
 
(
fatorial
 
(
-
 
n
 
1
))))))

(
fatorial
 
5
)

;; => 120

```

### Números Perfeitos
Exemplo de programa que mostra os n primeiros números perfeitos:
```
 
(
define
 
inverteListax

  
(
lambda
 
(
lista1
 
lista2
)

    
(
if
 
(
null?
 
lista1
)
 
lista2

        
(
inverteListax
 
(
cdr
 
lista1
)
 
(
cons
 
(
car
 
lista1
)
 
lista2
)))))

 
(
define
 
inverteLista

   
(
lambda
 
(
lista
)

     
(
inverteListax
 
lista
 
'
())))

 
(
define
 
(
perf
 
n
)

    
(
let
 
loop
 
((
i
 
1
)

                
(
sum
 
0
))

       
(
cond
 
((
=
 
i
 
n
)

              
(
=
 
sum
 
n
))

             
(

                
(
=
 
0
 
(
modulo
 
n
 
i
))

                
(
loop
 
(
+
 
i
 
1
)
 
(
+
 
sum
 
i
)))

             
(
else

              
(
loop
 
(
+
 
i
 
1
)
 
sum
)))))

 
(
define
 
aux

   
(
lambda
 
(
x
 
n
 
l
)

     
(
if
 
(
=
 
x
 
0
)
 
l

         
(
if
 
(
perf
 
n
)
 
(
aux
 
(
-
 
x
 
1
)
 
(
+
 
n
 
1
)
 
(
cons
 
n
 
l
))

                      
(
aux
 
x
 
(
+
 
n
 
1
)
 
l
)))))

 
(
define
 
main

   
(
lambda
 
(
x
)

     
(
aux
 
x
 
1
 
'
())))

 
(
define
 
perfeitos

   
(
lambda
 
(
n
)

     
(
inverteLista
 
(
main
 
n
))))

```

## Compiladores
Alguns compiladores de Scheme:
- Bigloo
- Chez Scheme
- Chicken
- Gambit
- Gauche
- Guile
- Ikarus
- JScheme
- Kawa
- Larceny
- MIT/GNU Scheme[2]
- Mosh[3]
- A descontinuada PLT Scheme[4], absorvida pela Racket[5]
- Pvts
- RScheme
- Scheme 48
- SCM
- SISC
- Stalin
- STk
- STklos
- TinyScheme
- Ypsilon[6]